# بلاگردان (رمان)
ب‍لاگ‍ردان (به انگلیسی: The Scapegoat) نام یک رمان نوشته دافنه دوموریه، نویسندهٔ اهل انگلستان است. این کتاب یکی از آثار ادبی برجستهٔ جهان است.